# Пети елемент
Пети елемент (енгл. The Fifth Element) је научно-фантастични филм из 1997. у режији Лика Бесона. Главне улоге играју: Брус Вилис, Мила Јововић и Гари Олдман.
Бесон је почео да пише причу названу Пети елемент када је имао 16 година; имао је 38 година када је филм почео да се приказује у биоскопима. Бесон је желео да снима филм у Француској, али није било могуће пронаћи одговарајуће локације; снимање је реализовано у Лондону и Мауританији. Ангажовао је стрипске уметнике Жана „Мебијуса“ Жироа и Жан-Клода Мезијера, чије су књиге инспирисале делове сценографије филма. Костиме за филм је урадио француски модни дизајнер Жан Пол Готје.
Пети елемент је добио углавном позитивне критике, мада су неки критичари веома негативно оценили филм. Филм је победио у категоријама на додели награда Британске филмске академије, наградама Сезар, Филмском фестивалу у Кану и наградама Лимијер. Такође је био номинован за награде Златна малина и филмске награде Stinkers Bad Movie Awards. Пети елемент је остварио велики финансијски успех, зарадивши више од 263 милиона америчких долара на благајнама, док је буџет филма био 90 милиона долара. У време објављивања, био је то најскупљи европски филм икада снимљен, а остао је француски филм са највећом зарадом на интернационалном тржишту, све до филма Недодирљиви (2011).

## Радња
Године 1914. ванземаљци познати као Мандашивани сусрећу се са земаљским свештеницима тајног реда у древном египатском храму. Они преузимају чување јединог оружја способног да победи велико зло које се појављује сваких 5.000 година. Обећавају да ће вратити оружје пре наступања великог зла. Оружје се састоји од четири класична елемента, односно од четири урезана камена, поред тога постоји и пети елемент, који је похрањен у саркофагу.
2263. године, велико зло се појављује у дубоком свемиру као џиновска жива ватрена лопта. Уништава наоружани свемирски брод на путу ка Земљи. Тренутна веза са Мандашиванима на Земљи, свештеник Вито Корнелијус (Ијан Холм), обавештава председника федералних територија о историји великог зла и оружју које га може зауставити. На путу до Земље, свемирски брод Мандашивана је заробљен и уништен од стране посаде брода Мангалоријанаца, ванземаљске расе коју је унајмио земаљски индустријски магнат Жан-Батист Емануел Зорг (Гери Олдман), који ради за велико зло. Одсечена рука у металном оклопу из олупине летелице допремљена је у Њујорк. Земаљска влада користи биотехнологију да поново створи оригиналну поруку саркофага, човеколику жену по имену Лилу (Мила Јововић) која се сећа свог претходног живота. Узбуђена непознатом ситуацијом и високим степеном опасности, она бежи и скаче са платформе, забијајући се у летећи такси Корбена Даласа (Брус Вилис), бившег мајора специјалних снага.
Далас је испоручује Корнелијусу и његовом ученику Давиду (Чарли Крид-Мајлс). Они је препознају као пети елемент. Када се Лила смири, она каже Корнелијусу да на броду Мандашивана није било камења. Истовремено, Мандашивани обавештавају владу Земље да је камење поверено ванземаљској оперској певачици, диви Плавалагуни (Мајвен Ле Беско). Зорг је огорчен што његови плаћеници нису успели да узму камење, остављајући неке од њих мртве. Земљина војска усмерава Даласа ка Плавалагуни. Да би се прикрила операција, организује се лажно радио такмичење у коме Далас побеђује и одлази на наградни луксузни одмор на планети Фалстон, у пратњи сјајне водитељке ток шоуа Руби Род (Крис Такер). Програм његовог такозваног одмора укључује посету концерту Плавалагуне у летећем хотелу. Далас сазнаје да је Лилу са њим у мисији и дозвољава јој да је прати. Корнелијус даје упутства Давиду да припреми храм, а затим и да се укрца на брод. На брод улази и одред Мангалора, који јури камење.

## Глумци
| Глумац              | Улога                   |
| ------------------- | ----------------------- |
| Брус Вилис          | Корбен Далас            |
| Мила Јововић        | Лилу                    |
| Гари Олдман         | Жан-Батист Емануел Зорг |
| Ијан Холм           | Отац Вито Корнилијус    |
| Крис Такер          | Руби Род                |
| Лук Пери            | Били Мастерсон          |
| Брајон Џејмс        | Генерал Манро           |
| Томи „Тајни” Листер | Председник Линдберг     |
| Ли Еванс            | Фог                     |
| Чарли Крид-Мајлс    | Дејвид                  |
| Трики               | Рајт Арм                |
| Џон Невил           | Генерал Стадерт         |
| Џон Блутал          | Професор Пачоли         |
| Матје Касовиц       | Магер                   |
| Кристофер Фербанк   | Мактилберг              |
| Маjвен Ле Беско     | Дива Плавалагуна        |

## Теме
У једном интервјуу, Бесон је изјавио да Пети елемент није био „филм са великом тематиком“, иако је тема филма била важна. Желео је да гледаоци дођу до тачке у којој Лилу каже: „Каква је сврха спасавања живота када видиш шта радиш са њим?“ и да се сложе са њом. Џеј П. Телот је у књизи „Научнофантастични филм“ приписао је филму заслуге за третирање теме политичке корупције.
Брајан От и Ерик Аоки, у тексту објављеном у феминистичком часопису „Женске студије у комуникацији“ (ен. [Women's Studies in Communication), сматрали су род за једну од централних тема филма. Аутори су критиковали филм због брисања жена из уводних сцена, напомињући да се у првих 20 минута појављују само две: андрогине, углавном без реплика, председнички помоћник и Лилу, која пролази кроз реконструкцију. Када се жене појављују у филму, оне су представљене као пасивни објекти, попут сексуализованих стјуардеса или запослених Мекдоналдса, или лишене женствености, попут „мушкобањастог“ мајора Ајсборга.
Стефан Брант у књизи Подривање мушкости за филм наводи да „одражава стереотипна уверења о полу“ свих жена у филму. Навео је да је Лилу изашла из пасивну улогу само током борбе са Мангалоријанцима. Он је навео да су сви ликови у филму, изузев лика председника,  приказани што је могуће немужевније на различите начине, за шта су примери Руби Родова женственост, Вито Корнелијусов неспретан начин говора и тупавост генерала Манроа; сврха такве карактеризације ликова била је да прикажу Корбенову мушкост као „божанску“, у поређењу са другим ликовима.
У књизи Филмови Лука Бесона, Сузан Хејворд је изнела став да је Пети елемент класична прича о човеку који „се одваја од племена, доказује своју мушкост, свргава зле силе и убија поглавицу, да би коначно пожњео плодове сигурности и брака“. Корбеново путовање, међутим, угрожавају не само Мангалорци и Зорг, већ и Лилу, која не попушта нити му помаже до последњег тренутка, када прихвата његову изјаву љубави. Љубавна прича у филму Пети елемент сматрана је једном од главних наратива у филму и траје колико и други главни наративни ток. Хејворд је такође сматрала да се филм бави проблемом уништавања животне средине, будући да су отпад и загађење видљиви током целог филма. Док научнофантастични филмови често приказују свет у коме нека нова технологија или претња или надмашује или бива кобна по човечанство, у књизи Филмови Лука Бесона, Пети елемент је наведен као један од ретких научнофантастичних филмова који „држе огледало“ и приказују човечанство као одговорно. Хејворд је рекао да филм приказује скептичан став спрам капиталистичког конзумеризма, уколико су справице које је Зорг сакупљао у својој канцеларији сугерисали да је имао нездраву опсесију технологијом. Напетост између технологије и човека третира се као проблем који захтева коначно решење.

## Продукција

### Развој
Као тинејџер, Бесон је замишљао свет Петог елемента, док је покушавао да убије досаду. Почео је да пише сценарио када је имао 16 година, првобитно замишљајући причу као роман, иако филм није дистрибуиран у биоскопима све док није напунио 38 година. Оригинална прича је смештена у 2300. годину и главни јунак је „ничији“ човеку по имену Залтман Блерос (касније назван Корбен Далас), који добија путовање у одмаралиште Клуб Мед на планети Флостон Парадајз у сазвежђу Анђела. Тамо упознаје Лилу, „девојку из песка“ која „поседује лепоту младости““ упркос томе што има преко 2.000 година.
Бесон је наставио да ради на причи годинама. До 1991. године, када је објављен његов документарни филм Атлантида, имао је сценарио од 400 страница. Никола Сејду и Патрис Леду, продуценти филмске компаније Gaumont били су први људи који су се прихватили пројекта. У новембру 1991. године, док је тражио глумце за филм, Бесон је упознао француске стрип-уметнике Жана Жироа и Жан-Клода Мезијера и ангажовао их за рад на сценографији филма. Стрипови Жироа и Мезијера били су инспирација за изглед који је Бесон желео за замишљени футуристички Њујорк.

### Дизајн
Мезијер је дизајнирао филм The Circles of Power (1994), у којем се појављује лик по имену С'Тракс, који вози летећи такси кроз загађени ваздух огромне метрополе на планети Рубанис. Мезијер је показао слике летећег таксија Бесону, који је тиме био инспирисан да измену причу лика Корбена Даласа, од првобитно замишљеног радника у фабрици ракетних бродова у таксисту који лети својим таксијем по футуристичком Њујорку. Бесонова продукција је такође ангажовала пет других уметника да раде на пројекту. Поред тога, за креирање костима је ангажован познати модни дизајнер Жан Пол Готје. Тим је годину дана стварао више од 8.000 цртежа.

### Кастинг
Током ове фазе рада на филму, Бесон је контактирао Бруса Вилиса и Мела Гибсона за главну улогу, а такође је разматрао и Џулију Робертс за улогу Лилу. Вилис је изразио интересовање, мада је оклевао да прихвати улогу јер је сматрао филм ризичним, након што су његова претходна два филма, Хадсонски соко и Били Батгејт, била лоше прихваћена. Гибсон је на крају одбио улогу. Иако је екипа сценографа одушевила филмске компаније направљеним нацртима и дизајном, мучили су се да пронађу продуцентску кућу која би била спремна да прихвати буџет који се приближавао скоро 100 милиона долара. У децембру 1992. године, рад на пројекту је обустављен без икаквог претходног упозорења, а тим се распао.
Бесон је написао сценарио и режирао комерцијално успешан филм Леон: Професионалац (1994). Током тог периода, наставио је да ради на сценарију за филм Пети елемент и скратио је сценарио. Смањио је буџет филма на 90 милиона долара пре него што је поново покушао да пронађе студио који је спреман да га продуцира. Columbia Pictures, која је била компанија-партнер на Леону, пристала је да финансира филм. До тада је Бесон одлучио да ангажује мање познатог главног глумца како би уштедео на трошковима продукције. Бесон се случајно нашао у канцеларији Барија Џозефсона када га је Вилис позвао у вези са другим филмом. Бесон је замолио да разговара са Вилисом „само да га поздрави“ и рекао му да ће се Пети елемент коначно снимати, објашњавајући своју одлуку да ангажује јефтинијег глумца. После кратке тишине, Вилис је рекао: „Ако ми се филм свиђа, увек можемо да се договоримо.“ Након што је прочитао сценарио, Вилис је пристао да тумачи лик.

### Снимање
Снимање је почело почетком августа 1995. године. Бесон је путовао на разне локације ради кастинга, укључујући Париз, Лондон и Рим. Ангажовао је Гарија Олдмана (који је глумио у филму Леон) за улогу Зорга; описао је Олдмана као „једног од пет најбољих глумаца на свету“.
За лик Лилу, Бесон је изабрао Милу Јововић, између 200-300 кандидаткиња које је лично упознао. „Божански језик“ којим говори Лилу је измишљени језик од 400 речи, који је измислио Бесон. Да би вежбали, Јововић и Бесон су водили разговоре и размењивали писма на том језику. Бесон је тада био у браку са Мајвен ле Беско, која је играла улогу Диве Плавалагуне када је снимање почело. Раскинуо је са Мајвен да би био са Милом Јововић током снимања. Јововић и Бесон су се касније венчали, али су се развели две године касније, 1999.
Иако је желео да снима у Француској, Бесон није могао да пронађе одговарајуће објекте па је снимао у Лондону. Филм је првенствено сниман у студију Пајнвуд у седам студија, укључујући и Студио 007 (у којем су снимани филмови из Џејмс Бонд франшизе). Постављање сетова односно сценографије је почела у октобру 1995. Оперска сцена је снимљена у Краљевској опери. Сцене које приказују Египат снимане су у Мауританији; прво снимање, кадар пустиње која се види у позадини, снимљен је у Мауританији 5. јануара 1996. Део снимања са глумцима је почео крајем јануара, а окончан је 21 недељу касније. Вилис је завршио снимање 16. маја, док је Олдман почео снимање тек следеће недеље; протагониста (Корбен) и антагониста (Зорг) никада заправо нису у истом кадру. Упркос томе што је сниман у Лондону, Пети елемент је био француски филм, најскупљи европски филм икада снимљен до тада.
Изглед верзије Њујорка у филму је направљен на основу метаболистичких (постратни архитектонски правац у јапанској архитектури) типских станова из 1960-их, као и према футуристичком дизајну архитекте Антонија Сант'Елије из 1910-их. Бесон је захтевао да се већина акционих сцена одвија по дану, пошто је наводно био уморан од мрачних ходника свемирских бродова и слабо осветљених планета уобичајених у научнофантастичним филмовима, и желео је светлији, „весело луд“ изглед, уместо мрачног и реалистичног.
Готје је дизајнирао сваки од 900 костима које су носили статисти у сценама у луксузном ризорту Флостон Парадајз и проверавао је сваки костим сваког јутра. Дизајн костима које је направио, описан је као „интелектуално трансгресиван“, и говорило се да доводи у питање сексуалност и родне норме. Једна јакна коју је дизајнирао коштала је 5.000 долара. Костим Миле Јовович, који је носила када је њен лик први пут оживљен, инспирисан је уобичајеном болничком хаљином и завојима који су пружали минималну пристојност.
Оригинално име лика Руби Род било је Лок Род, што се појављује и у оригиналном сценарију и у роману адаптираном по филму. Хејвард је спекулисао да је промена имена била игра података у периодном систему елемената. Рубидијум је први од елемената пете периоде, а тачно на пола тог реда налази се елемент родијум. Коришћењем прве половине сваког елемента добија се „Руби Род“. Други су спекулисали да је ово име игра речи на конто лика који мења родне улоге, пошто има женско имен и презиме које асоцира на фалус. Музичар Принс је првобитно био ангажован да глуми Рода, али није могао да договори снимање због раније одређеног датума своје светске турнеје „Jam of the Year“. Крис Такер и Џејми Фокс су били разматрани за улогу; Бесону се Фокс допао, али је сматрао да Такерова слабија грађа више боље одговара лику.

### Ефекти
Три одвојена тима су обрађивала три различите врсте коришћених специјалних ефеката. Ник Алдер је режирао механичке и пиротехничке ефекте, Ник Дадман је био задужен за ефекте „створења“, а Марк Стетсон је предводио тим за визуелне ефекте. Ангажована је компанија за визуелне ефекте Digital Domain, а Карен Гулекас је добила улогу супервизора за дигиталне ефекте. Digital Domain је за креирање ефеката користио: Alias, Autodesk Softimage, Arete, Side Effect-ов Prisms, RenderMan и засебан софтвер настао за потребе филма. Неки појединачни кадрови су комбиновали акциону сцену са глумцима, моделе, компјутерски генерисане слике и система честица . Саобраћајне траке у сценама Њујорка су креиране помоћу система честица:
Међу моделима које су коришћене за снимање биле су и зграде које представљају Њујорк. Десетине стамбених зграда и 25 небодера, високих око 6 метар, изграђене су у размери 1⁄24. Тиму од 80 радника је требало пет месеци да изгради све моделе Тим је наводио да су прозори зграда један од задатака који одузимају највише времена, заједно са детаљима иза прозора, као што су намештај, ролетне, светлосне кутије и ситни комади равних уметничких дела. Виртуелни сетови, изграђени у дигиталним окружењима су креирани како би се боље искористиле минијатура. Камере за контролу кретања су се кретале кроз сет а подаци које су прикупиле су извезени ради праћења и генерисања компјутерске анимације и система честица. Друге коришћене технике биле су дигиталне мат слике коришћене као позадине и математички модел NURBS који се користио за одређене анимације, укључујући секвенцу у којој се реконструише тело Лилу.
- Аутомобили из филма изложени у Паризу поводом 20. годишњице.
- Камен воденог елемента
- Модел Корбеновог таксија

### Музика
У филму Пети елемент, нека музика је присутна у око током 90% трајања филма; Бесонови филмови су описани као „суштински музички“. Музику је компоновао Ерик Сера. Он се углавном ослањао на употребу оркестарских деоница, као што су обоа и гудачки инструменти који се чују док се хирурзи припремају да регенеришу Лилу, и звук пициката док реконструишу Лилу. Сера је такође користио многе нефранцуске музичке утицаје, као што су: стаљинистичке фанфаре које се чују пре секвенце у свемирској луци, реге композиција која се свира у припреми за лет и хула (хавајска) музика која свира када путници пристигну у  хотел Флостон. Уобичајеније коришћење филмске музику примењено је у сцени у којој се први пут помиње пети елемент, милитаристичким замкама док се ратни брод спрема за напад на мрачну планету и једној Малеровој композицији која се чује када Лилу сазна за рат. Музика коришћена за сцену потере таксијем, под називом „Alech Taadi“ алжирског извођача Халеда, није била део музике уврштене на филм али је доступна на Халедовом албуму N'ssi N'ssi.
У сцени наступа оперске диве коришћена је музика из композиције Lucia di Lammermoor Гаетана Доницетија: Il dolce suono, трећи чин, друга сцена. Ово је једна од ретких сцена у филму у којој је музичких деоница дијегетичка. Извела ју је сопран Инва Муља. Улогу Плавалагуне играла је француска глумица Мајвен Ле Беско. Први део (под називом „Lucia di Lammermoor“) и други део (под називом „The Diva Dance“) композиције коришћени су као одвојене композиције на саундтреку за Пети елемент, али су употребљене тако да стварају ефекат целокупне представе виђене у филму. Крај првог дела се стапа са почетком другог дела, стварајући глатки прелаз између два дела композиције.

### Филмска музика
Филмска музика (саундтрек) објављен је у форми албума, за дискографску кућу Virgin Records. Саундтрек је достигао 99. место на Billboard 200 листи и 44. место на листи најпопуларнијих албума у Канади. Само у Француској је продато више од 200.000 примерака саундтрека. Родни Батдорф је у тексту за AllMusic албуму дао три од пет звездица, наводећи да је „разноврстан и остварен и да је подједнако ефикасан независно од филма као и у оквиру филма“.

## Дистрибуција и пријем

### Првобитно приказивање
Филм је премијерно приказан 7. маја на Филмском фестивалу у Кану 1997. године, где је изабран као филм који ће да отвори фестивал. Гомонт је изградио простор за пројекцију који је обухватао преко 9,300 m2.  Гостима је дат узорак „петог елемента“, који је био показиван уместо улазнице. Догађај је укључивао наступ футуристичког балет, модну ревију Жан-Пола Готјеа и ватромет. Гомонт је потрошио између 1 и 3 милиона долара на догађај, што је био тадашњи рекорд. Приказивање филма у Северној Америци је обезбедила компанија Sony Pictures Releasing преко своје издавачке куће Columbia Pictures.

### Зарада на благајнама
Филм је започео приказивање прве недеље на првом месту по гледаности у Француској. Зарадио је 55 милиона франака (10 милиона долара) у првој недељи приказивања у 527 биоскопа. Привукао је 1,81 милион гледаоца, привукавши рекордан број гледаоца током прве недеље емитовања за француски филм и другу најмасовнију гледаност у Француској на дан премијере, након Дана независности. Задржао се на првом месту по гледаности током седам недеља.
Пети елемент је такође био на првом месту по гледаности у Сједињеним Америчким Државама, зарадивши 17 милиона долара током првог викенда и задржао је позицију најгледанијег и током следећег викенда. Филм је остварио велики успех на благајнама, зарадивши преко 263 долара милиона долара, што је скоро три пута више од буџета филма који је износио 90 долара милиона. Око 75% прихода филма Пети елемент остварено је на тржиштима ван САД; филм је био је девети филм са највећом зарадом током године у свету.  Пети елемент је остварио највећу зараду током календарске године на благајнама у Француској, са 7,7 милиона гледаоца, што је био рекорд који трајао 16 година, до објављивања филма Недодирљиви 2011. године. У Немачкој је филм награђен наградом Goldene Leinwand, која се додељује за продају више од три милиона карата на благајнама.

### Осврт критичара
Критичари су били подељени у реакцијама на Пети елемент. Кевин Томас је у тексту за Los Angeles Times описао филм као „разрађена, чак и пренаглашена научнофантастична екстраваганца, коју је готово једнако тешко пратити као и прошлогодишњу Немогућу мисију. Закључио је да је Пети елемент био „много топлији, забавнији и може се похвалити неким од најсофистициранијом, најдуховитијом сценографијом и костимографијом које сте икада могли да видите“. У филмској рецензији часописа At the Movies], и Роџер Иберт и Џин Сискел дали су филму „палац горе“. У посебној рецензији за Chicago Sun-Times, Иберт је дао филму три од четири звездице, назвавши га „једним од великих шашавих филмова“ и закључивши: „Не бих пропустио да погледам овај филм и препоручујем га због богатства визуала. Али са 127 минута трајања, што делује разумно, делује предуго.“
Филм је такође задобио негативне критике због пренаглашеног, претераног стила. Тод Макарти из часописа Variety је написао: „Углавном неуспели европски покушај да се направи спектакуларни научнофантастични филм америчког стила, Пети елемент се састоји од мешавине елемената који се не спајају ваљано.“ Дејвид Еделштајн из часописа Slate је навео: „Можда јесте, а можда и није најгори филм икада снимљен, али је један од најлуђих.“ Брус Вилис је одбацио невативне критике филма и веровао је да неће имати утицаја на успех филма.
Глумачки наступ Криста Такера, који је тумачио лик Рубија Рода, изазвао је подељене реакције. Његов глумачки наступ је похваљен у текстовима објављеним у Los Angeles Times и Time; потоњи га је назвао „најневероватнијим специјалним ефектом током лета“. Џош Вининг је у осврту за Total Film издвојио Такерову глуму као најслабију тачку филма, рангирајући је на 20. место на својој листи из 2011. године, „50 глумачих улога које су уништиле филмове“.
Пети елемент има просечну оцену 71% на сајту Rotten Tomatoes, на основу 68 рецензија, са просечном оценом 6.4. Консензус на сајту гласи: „Визуелно инвентиван и претерано еуфоричан, Бесонов Пети елемент је фантастично дело поп научне фантастике који се никада не схвата превише озбиљно.“ На Metacritic-у, има просечну оцену 52 од 100, на основу рецензија 22 критичара, што указује на „мешовите или просечне“ оцене. Публика коју је анкетирао CinemaScore дала је филму просечну оцену „B“ на скали од A+ до F.

### Даља дистрибуција
Оригинално видео издање филма Пети елемент за гледање код куће је у Северној Америци постало доступно 10. децембра 1997. године, на VHS, LaserDisc и DVD. Оригинални DVD је садржао филм у изворном 2.39:1 анаморфном широкоекранскин формату, иако није садржао никакве посебне видео додатке уз сам филм. Филм је објављен у Сонијевом Супербит формату у октобру 2001. У писаној рецензији Конрад Џереми за IGN, је оценио квалитету слике оригиналног DVD издања оценом 9 од 10, иако је Супербит верзији дата савршена оцена за квалитет слике. Укупно, верзија Супербита је добила 8 од 10 поена; коначна оцена је смањена због потпуног недостатка додатног видео садржаја садржаја уз филм.
Комплет од два DVD-а „Ултимативно издање“, објављено је 11. јануара 2005. Једина разлика између Супербит верзије и Ултиматинског издања је додатак „чињеничног записа“, који када се укључи, приказује занимљивости о филму, глумцима и екипи филма. Други диск пружа разне специјалне садржаје, фокусирајући се на визуелну продукцију, специјалне ефекте, моду у филму, краће филмове и интервјуе са Вилисом, Јововић и Такером, као и краће филмове о четири различите ванземаљске расе у филму и диви Плавалагуни. Ијан Џејн из DVD Talk-а похвалио је Ultimate Edition због додата, специјала.
Прво блу-реј издање филма 20. јуна 2006. године критиковано је због лошег квалитета слике по блу-реј стандардима и због недостатка специјалних додатака односно додатних садржаја. Sony је одговорио на жалбе тако што је објавио ремастеровану Блу-реј верзију, што је названо „изузетно ретким потезом“. Ова верзија је објављена 17. јула 2007. године а такође је укључена могућност замене за купце који нису задовољни оригиналним Блу-реј издањем. Бен Вилијамс са Blu-ray.com изјавио је да је ремастерована верзија „апсолутно“ надокнадила раније слабије издање и похвалио је висок квалитет видеа и звука; међутим, критиковао је континуирани мањак специјалних додатака.
Ремастер издање поводом 20. годишњице филма објављено је у 4K резолуцији на Ultra HD Blu-ray-у 11. јула 2017.

## Тужба за плагијат
Алехандро Ходоровски и Жан Жиро су тужили Бесона након што је филм објављен, тврдећи да је Пети елемент плагирао њихов стрип Инкал. Жиро је поднео тужбу тражећи 13.1 милиона евра због нелојалне конкуренције, 9 милиона евра одштете и камате, и два до пет процената нето оперативних прихода филма. Ходоровски је тражио 700.000 евра у тужби. Случај је одбачен 2004. године на основу тога што су коришћени само „ситни фрагменти“ стрипа и што је Бесон ангажовао Жироа да ради на филму пре него што су оптужбе изнете.

## Наслеђе
Филм су CBS News, Rotten Tomatoes и ComingSoon.com описали као култни класик жанра научне фантастике. Током 2007, Друштво за визуелне ефекте је поставило Пети елемент на 50. место, заједно са филмом Darby O'Gill and the Little People, на листи педесет  филмова са најутицајнијим визуелним ефектима свих времена. Часопис Time Out је 2014. године уврстио филм на 42. место своје листе „100 најбољих научнофантастичних филмова“.
Филмски критичар Марк Кермоуд је писао да је Пети елемент био један од филмова који су изазвали највише подела међу читаоцима, сматрајући га и најбољим и најгорим летњим блокбастером свих времена. Годинама касније, Кермод се присетио: „Веома јасно се сећам да сам био у Кану када је [Пети елемент] први пут приказан, и то је заиста поделило публику.“ Стивен Кас је у тексту за магазин Discover рангирао филм као трећи најбољи научнофантастични филм на претплатничком сервису Хулу, написавши: „Људи изгледа или воле или презиру Пети елемент... Раскошни визуелни ефекти и забавна глума Бруса Вилиса, Миле Јововић и Гарија Олдмана чине овај филм вредним гледања.“ У неким круговима, филм је стекао статус „толико лош да је добар“; блогерка на io9, Мередит Вернер, навела је Пети елемент као један од „20 најбољих најгорих научнофантастичних филмова свих времена“.

### Коментари глумаца
Вилис је похвално говорио о филму у интервјуу из 1999. године, закључивши: „Било је заиста забавно снимити.“ Такер и Јововић су такође похвално говорили о својим искуствима снимања филма и раду са Бесоном у интервјуима за DVD издање Ultimate Edition; Јововић је описала Бесона као „првог заиста невероватног редитеља са којим је радила“. Упитан у интервјуу из 2014. године да ли му се свиђа филм, Гари Олдман је изјавио: „О, не. Не подносим тај филм“. Објаснио је 2011. године: „То сам ја певао за своју вечеру јер је Лук дошао и делимично финансирао [мој филм] Nil by Mouth “

### Адаптације
Роман је адаптиран према сценарију за филм Пети елемент, који је написао Тери Бисон а објавила га је издавачка кућа HarperPrism 1997. године. Након објављивања филма, појавиле су се гласине да ће уследити наставак, под радним називом Mr. Shadow. Бесон је 2011. године рекао да никада није планирао наставак и да нема жељу да га направи.
Компанија Gaumont Multimedia је 1998. године ангажовала програмера Kalisto Entertainment-а да развије видео-игру Пети елемент за PlayStation и PC. Верзија игре за PlayStation је генерално добила негативне критике, али је PC верзија била боље прихваћена. Лорен Филдер из GameSpot-а је описала PlayStation верзију као „вероватно најгору игру коју сам икада играла“. Даг Пери је у тексту за IGN-а написао: „Узмите Tomb Raider, додајте Leeloo Multipass и досадне загонетке и добићете Пети елемент.
Тркачка игра заснована на филму, New York Race, објављена је 2001. године. Eurogamer је игри дао 6 поена од 10, са закључком: New York Race је забавна мала аркадна тркачка игра која одише стилом, али је ће вам изузетно брзо досадити и остаје забавна само у кратким периодима.“

## Награде
Филм Пети елемент је номинован за најбољу монтажу звучних ефеката на 70. додели Оскара, за најбољу монтажу звука на додели награда „Златни колут“ 1998. године, али је у оба случаја изгубио и награду је освојио Титаник. Освојио је награду БАФТА за најбоље специјалне визуелне ефекте и награду Лимијер за најбољег редитеља. Номинован је за седам награда Цезар, освојивши три: за најбољег редитеља, најбољу фотографију и најбољу сценографију. Фиим је био номинован за филм године на додели Европских филмских награда 1997. године, као и за награду Хуго за најбољу драмску презентацију те награду Сателит за најбоље визуелне ефекте. Тијери Арбогаст је награђен Великом техничком наградом на Филмском фестивалу у Кану 1997. године за свој рад на филмовима Пети елемент и She's So Lovely. Филм је имао четири номинације за награду Сатурн: за најбољи научнофантастични филм, најбољи костим, најбоље специјалне ефекте и најбољу споредну глумицу за Милу Јововић. Туча лика који тумачи Јововићева против Мангалореса била је номинована за МТВ филмску награду за најбољу тучу, а глумица је такође била номинована у категорији најбоља глумица – новајлија на додели награда Blockbuster Entertainment.
Насупрот томе, Јововићева је номинова за Златну малину за најгору споредну глумицу, а Крис Такер је номинован за најгору нову звезду за улоге у филмовима Пети елемент и Новац говори. Филм је такође имао четири номинације на додели филмских награда Stinkers Bad 1997. године: за најгори филм, најгорег редитеља, најгорег споредног глумца (Такер) и најгору споредну глумицу (Јововић).
| Година | Награда                           | Категорија                            | Номиновани                                                     | Резултат   |
| ------ | --------------------------------- | ------------------------------------- | -------------------------------------------------------------- | ---------- |
| 1998.  | Оскар                             | Најбоља монтажа звучних ефеката       | Марк Манџини                                                   | Номинација |
| 1998.  | Награде Blockbuster Entertainment | Најбоља глумица – дебитант            | Мила Јововић                                                   | Номинација |
| 1997.  | BAFTA                             | Најбољи специјални ефекти             | Марк Стетсон Карен Гулекас, Ник Алдер, Нил Корболд, Ник Дадман | Освојено   |
| 1997.  | Кански филмски фестивал           | Велика награда за техничка достигнућа | Тјери Арбогаст                                                 | Освојено   |
| 1998.  | Награде Сезар                     | Најбоља фотографија                   | Тјери Арбогаст                                                 | Освојено   |
| 1998.  | Награде Сезар                     | Најбољи редитељ                       | Лик Бесон                                                      | Освојено   |
| 1998.  | Награде Сезар                     | Најбоља сценографија                  | Дан Вајл                                                       | Освојено   |
| 1998.  | Награде Сезар                     | Најбољи костим                        | Жан-Пол Готје                                                  | Номинација |
| 1998.  | Награде Сезар                     | Најбоља монтажа                       | Силви Ландра                                                   | Номинација |
| 1998.  | Награде Сезар                     | Најбољи филм                          | Лик Бесон                                                      | Номинација |
| 1998.  | Награде Сезар                     | Најбоља музика компонована за филм    | Ерик Сера                                                      | Номинација |
| 1998.  | Награде Сезар                     | Најбољи звук                          | Данијел Брисо                                                  | Номинација |
| 1997.  | Европске филмске награде          | Филм године                           | Патрис Леду                                                    | Номинација |
| 1998.  | Награде Златна малина             | Најгора споредна женска улога         | Мила Јововић                                                   | Номинација |
| 1998.  | Награде Златна малина             | Најгори дебитант                      | Крис Такер                                                     | Номинација |
| 1998.  | Награде Златна ролна              | Најбоља монтажа звука                 | Марк Манџини                                                   | Номинација |
| 1998.  | Награда Хјуго                     | Најбоља драмска презентација          | Пети елемент                                                   | Номинација |
| 1997.  | Награде Лумијер                   | Најбољи редитељ                       | Лик Бесон                                                      | Освојено   |
| 1998.  | MTV Movie & TV Awards             | Најбоља туча                          | Мила Јововић против ванземаљаца                                | Номинација |
| 1998.  | Награде Сателит                   | Најбољи визуелни ефекти               | Марк Стетсон                                                   | Номинација |
| 1998.  | Награде Сатурн                    | Најбољи СФ филм                       | Пети елемент                                                   | Номинација |
| 1998.  | Награде Сатурн                    | Најбољи костим                        | Жан-Пол Готје                                                  | Номинација |
| 1998.  | Награде Сатурн                    | Најбољи специјални ефекти             | Тим креатора специјалних ефеката                               | Номинација |
| 1998.  | Награде Сатурн                    | Најбоља споредна женска улога         | Мила Јововић                                                   | Номинација |
| 1997.  | Награде Stinkers Bad Movie        | Најгори филм                          | Пети елемент                                                   | Номинација |
| 1997.  | Награде Stinkers Bad Movie        | Најгори редитељ                       | Лик Бесон                                                      | Номинација |
| 1997.  | Награде Stinkers Bad Movie        | Најгори глумац у споредној улози      | Крис Такер                                                     | Номинација |
| 1997.  | Награде Stinkers Bad Movie        | Најгора глумица у споредној улози     | Мила Јововић                                                   | Номинација |